# Hunter (Kansas)
Hunter é uma cidade localizada no estado americano de Kansas, no Condado de Mitchell.

## Demografia
Segundo o censo americano de 2000, a sua população era de 77 habitantes.
Em 2006, foi estimada uma população de 70, um decréscimo de 7 (-9.1%).

## Geografia
De acordo com o United States Census Bureau tem uma área de
0,5 km², dos quais 0,5 km² cobertos por terra e 0,0 km² cobertos por água. Hunter localiza-se a aproximadamente 487 m acima do nível do mar.

## Localidades na vizinhança
O diagrama seguinte representa as localidades num raio de 32 km ao redor de Hunter.